# 奇基蒂
奇基蒂（Chikiti），是印度奥里萨邦Ganjam县的一个城镇。总人口10801（2001年）。

## 人口
该地2001年总人口10801人，其中男性5453人，女性5348人；0—6岁人口1224人，其中男577人，女647人；识字率62.82%，其中男性为74.40%，女性为51.01%。